# Deutscher Fernsehpreis 2010
Die zwölfte Verleihung des Deutschen Fernsehpreises fand am 9. Oktober 2010 im Kölner Coloneum statt. Sie wurde von Sandra Maischberger und Kurt Krömer moderiert und wurde einen Tag später im Ersten ausgestrahlt. In zwölf Wettbewerbskategorien konkurrierten dieses Jahr 45 Produktionen und Personen um die Auszeichnung. Die Nominierten waren am 22. September bekanntgegeben worden.
Am erfolgreichsten war die ARD mit sieben Preisen, gefolgt vom ZDF mit vier, RTL Television mit zwei sowie Arte, KiKA, ProSieben, rbb, Sat.1 mit jeweils einem Preis.

## Reform der Preisvergabe
Im Vorfeld der Preisverleihung gaben die Preisstifter (ARD, ZDF, RTL, Sat.1) bekannt, eine Reform der Preisvergabe durchführen zu wollen. Sie sieht vor, dass bis auf die beiden Hauptdarsteller die sieben weiteren persönlichen Kategorien für Nebendarsteller, Regisseure, Autoren, Kameraleute, Editoren, Komponisten und Ausstatter nicht mehr vergeben werden. So soll sich die Prämierung stärker auf Fernsehformate/-produktionen verlagern und eine Gleichstellung der unterschiedlichen Genres erreicht werden. Der Verband Deutscher Drehbuchautoren (VDD) äußerte am 12. August 2010 öffentlich Kritik an dieser Konzeptänderung, da mit ihr die Stifter „die Auszeichnungen für besondere künstlerische Einzelleistung gestrichen“ haben.
„Die Missachtung der Urheber und Gestalter der Filme, Sendungen und Serien spiegelt die neue Haltung des öffentlich-rechtlichen Fernsehens wieder [sic], das sich weniger der Kultur, als vielmehr dem Quotenerfolg verpflichtet. Besondere künstlerische Leistungen Einzelner werden nicht mehr gewürdigt.“ (Vorstand des VDD)
Am 23. August folgte ein offener Brief des Bundesverbands der Film- und Fernsehschauspieler (BFFS), in dem ebenfalls gegen die Reformpläne protestiert wurde. Man werde in der ganzen Welt „um die Fülle und vor allem die Qualität deutscher Fernsehfilme und Mehrteiler beneidet“. Aus diesem Grunde hält es der BFFS für bedenklich, dass diese Produktionen nicht mehr gewürdigt werden sollen, somit gegenüber den Show- und Reality-Formaten in der Fernsehlandschaft ins Hintertreffen geraten könnten. Der Deutsche Fernsehpreis laufe Gefahr, seine Rolle als „preisträchtigeste Auszeichnung“ zu verlieren. Einem dringenden Appell, diese Veränderungen noch einmal zu überdenken, schlossen sich unter anderem die Bundesvereinigung der Filmschaffenden-Verbände, der Verband der Agenturen (vda), der Verband Deutscher Schauspieler Agenturen und ver.di an.
Die Preisstifter gaben indes bekannt, welche Ziele hinter der Reform stecken. Man wolle „den Werk- und Teamgedanken des Fernsehschaffens in den Vordergrund“ stellen. Da eine überwiegende Zahl an personalen Kategorien für Filmschaffende ein Ungleichgewicht gegenüber Fernsehformaten darstelle, habe man dies nun korrigiert. Die Änderungen seien auch durch die wachsende Bedeutung der Bereiche Information, Dokumentation, Unterhaltung, Comedy und Dokutainment in der Fernsehlandschaft notwendig geworden. Auf personenbezogene Ehrungen wolle man nicht gänzlich verzichten, aus diesem Grunde würden nun Sonderpreise für herausragende Leistungen verliehen, die mit den klassischen Kategorien nicht erfasst werden können.
Bei den Kritikern kochte die Empörung nochmals hoch, als zwei Tage vor der Preisverleihung bekannt gegeben wurde, dass der Ehrenpreis der Stifter dieses Jahr an die deutsche Fußballnationalmannschaft geht und somit erstmals kein Fernsehschaffender für seine herausragende Leistung im Fernsehbereich geehrt wird. Aufgrund dessen äußerten einige Kritiker der Presse gegenüber, aus Protest der Veranstaltung fernzubleiben.
Unterdessen gab Michael Brandner, Mitglied des Vorstands beim Bundesverband der Film- und Fernsehschauspieler (BFFS), bekannt, dass Schauspieler, Drehbuchautoren und andere Kreative der Filmbranche Pläne für eine Deutsche Fernsehakademie und einen Fernsehpreis nach dem Vorbild des amerikanischen Emmy-Awards hegen. Ähnliches schwebt den drei Berufsverbänden der Film- und Fernsehkomponisten in Deutschland (Deutscher Komponistenverband, Composers Club und mediamusic) vor.

### Proteste bei der Preisverleihung
Am Abend der Preisverleihung protestierten Filmschaffende gegen die Reform und sprachen nochmals ihren Unmut über die Streichungen der personalen Kategorien aus. Unter anderem verteilte Hans-Werner Meyer, Vorstandsmitglied des Bundesverbandes der Film- und Fernsehschauspieler (BFFS), an die Gäste Flugblätter und Pins mit dem Schriftzug „Ich bin preiswert“. Auch während der Fernsehgala wurde von einigen Preisträgern in ihrer Dankesrede die Auseinandersetzung um die Reform des Fernsehpreises angesprochen.

## Preisträger
| Preis                                 | Preisträger/Film/Serie                                      | Nominierungen |
| ------------------------------------- | ----------------------------------------------------------- | --- |
| Bester Mehrteiler                     | Im Angesicht des Verbrechens (ARD/arte)                     | - Die Grenze (Sat.1) - Vulkan (RTL) |
| Beste Unterhaltungssendung            | Unser Star für Oslo (ARD/NDR/ProSieben)                     | - Willkommen bei Mario Barth (RTL) - X Factor (VOX/RTL) |
| Beste Serie                           | Danni Lowinski (Sat.1)                                      | - Allein gegen die Zeit (KiKA/NDR) - Klimawechsel (ZDF) |
| Bester Fernsehfilm                    | Tatort: „Weil sie böse sind“ (ARD)                          | - Barfuß bis zum Hals (Sat.1) - Die letzten 30 Jahre (ARD) - Mörder auf Amrum (ZDF) - Zivilcourage (ARD) |
| Beste Dokumentation                   | Aghet – Ein Völkermord (ARD)                                | - Henners Traum – Das größte Tourismus-Projekt Europas (ZDF) - Eingesperrt, um frei zu sein – Das geheime Frauengefängnis der DDR (VOX) - die story: Karstadt – Der große Schlussverkauf (ARD/WDR) - Überall nur nicht hier (ZDF) |
| Beste Reportage                       | Somalia – Land ohne Gesetz (ZDF)                            | - Frauen in Angst (RTL) - Terra X: Deutschland von oben (ZDF) |
| Beste Comedy                          | heute-show (ZDF)                                            | - Aufgemerkt! Pelzig unterhält sich (ARD) - Cindy aus Marzahn und die jungen Wilden (RTL) |
| Beste Sportsendung                    | Fußball-WM 2010 auf RTL                                     | - Fußball-WM 2010 im ZDF - Fußball-WM 2010 in der ARD - Fußball-WM 2010 auf Sky |
| Beste Informationssendung             | logo! „Die Welt und ich“ (KiKA/ZDF)                         | - auslandsjournal und auslandsjournal XXL (ZDF) - Iranberichterstattung von Peter Mezger (ARD/BR) |
| Bestes Dokutainment                   | Rach, der Restauranttester und Rachs Restaurantschule (RTL) | - Raus aus den Schulden (RTL) - Sido geht wählen (ProSieben) |
| Publikumspreis „Beste tägliche Serie“ | Sturm der Liebe (ARD)                                       | - Anna und die Liebe (Sat.1) - Gute Zeiten, schlechte Zeiten (RTL) |

| Preis                           | Preisträger | Nominierungen |
| ------------------------------- | --- | --- |
| Ehrenpreis der Stifter          | Deutsche Fußballnationalmannschaft | – |
| Besondere Leistung Fiktion      | Das Schauspielerensemble von Im Angesicht des Verbrechens: Marie Bäumer, Vladimir Burlakov, Alina Levshin, Marko Mandić, Mišel Matičević, Katharina Nesytowa, Max Riemelt, Ronald Zehrfeld | – |
| Besondere Leistung Unterhaltung | Stefan Raab als Entertainer des Jahres | – |
| Besondere Leistung Information  | Volker Heise und Thomas Kufus für die Entwicklung und Produktion von 24h Berlin – Ein Tag im Leben                                                                                         | – |
| Bester Schauspieler             | Christoph Bach für Dutschke (ZDF) | - Martin Brambach für Barfuß bis zum Hals (Sat.1) - Lars Eidinger für Verhältnisse (ARD) - Thomas Kretschmann für Die Grenze (Sat.1) und Romy (ARD) - Hinnerk Schönemann für Mörder auf Amrum (ZDF)               |
| Beste Schauspielerin            | Ulrike Kriener für Klimawechsel (ZDF) | - Ulrike Krumbiegel für Der verlorene Vater (ARD/WDR/Arte) - Jessica Schwarz für Romy (ARD/SWR/WDR/NDR/ORF) - Rosalie Thomass für Die letzten 30 Jahre (ARD/WDR/arte) - Nadja Uhl für Der Tote im Spreewald (ZDF) |
| Förderpreis                     | Michelle Barthel und Carolyn Genzkow für ihre Darstellung in Keine Angst | |